# Xylotrechus convergens
Xylotrechus convergens är en skalbaggsart som beskrevs av Leconte 1873. Xylotrechus convergens ingår i släktet Xylotrechus och familjen långhorningar. Inga underarter finns listade i Catalogue of Life.